# 王通 (成山侯)
王通（？—1452年），字彥亨，陝西承宣布政使司西安府咸寧縣（今陝西省西安市）人，明朝军事将领，成山侯。

## 生平

### 建文永乐年间
王通为金鄉侯王真之子。靖难之役时，其嗣父官為都指揮使，并率领其父部队转战有功，累進都督僉事。后因其父死事，封武義伯，祿千石，予世券。永乐七年，其负责建造長陵。永乐十七年，加封成山侯，加俸禄二百石。次年，跟从明成祖北伐，统领左掖。永乐二十年，再次跟从出塞，以大軍殿后，連出塞，並領右掖。

### 洪熙宣德年间
明仁宗即位后，命其掌管后军都督府事，加封太子太保。宣德初年，交阯總兵官豐城侯李彬病终，而榮昌伯陳智、都督方政以參將代鎮，均无法胜任。而黎利势力扩大，其连破郡邑，殺將吏。陳智出兵连败，明宣宗削其爵位，命王通佩征夷將軍印，帥師往討。黎利弟黎善进攻交州，都督陳濬等防御。恰逢王通大军赶至，于是明军分道出击。參將馬瑛在石室縣击败安南军。王通引兵与馬瑛会合，在寧橋中伏击，大军溃败，死者两三万人。王通受伤后退守交州，黎利在乂安得知后，亲自率精兵围困東關。王通气势沮丧，偷偷派遣使者许诺为黎利乞封，而把清化以南均归黎利。按察使楊時習认为不可，王通则尖声呵斥。清化守将羅通亦不肯弃城，于是与指揮打忠堅守。宣宗派遣柳升率军协助，未抵达。
宣德二年二月，黎利攻打清化。王通以锐兵五千人出其不意偷袭获胜，斩杀万余人。黎利恐惧欲撤军，而明军诸将请求乘胜追击。王通犹豫三日不出击，此时黎利恢复元气，开始四处进攻，并分兵占领昌江、諒江。王通均不出兵进攻。此时，黎利求和，王通將其求和书呈獻給明宣宗。当时恰逢柳升中伏全軍覆沒，沐晟部队在抵达水尾縣后无法前进。王通更加害怕，于是急忙將黎利的求和书和謝罪表一同上呈朝廷。同年十月，王通率领官吏军民出城，与黎利立壇结盟，双方约定撤兵。王通送給黎利錦羅綢緞，黎利也回贈貴重財寶為謝。十二月，王通令太監山壽與陳智等由水路還欽州，而自己帅陆军返回广西。在抵达南宁后，宣宗才知晓事情。当时朝廷商议撤兵事，于是确定放弃交趾。安南属明时期，明朝前后派兵数十万人，饋餉上百万石，轉輸之費无数，至此全部告终。官吏軍民還明朝者有八萬六千余人，其陷於战乱者不可勝計。安南土官陶季容、陳汀等人害怕受到黎利追究，往往自行逃入明朝。次年，王通返回京师，当时群臣交相弹劾，论死下狱，被夺去铁券，全家去籍。

### 正统景泰年间
正統四年，明英宗特释其为民。明景帝立后，起用任都督僉事，参与京师保卫战。因抵御也先有功劳，晋升为都督同知，守天壽山，家產得归还。景泰三年，死于任上。